# Бэю
Бэю или Байюй (тиб. དཔལ་ཡུལ, Вайли: Dpal-yul, тиб. пиньинь: Pelyül, кит. упр. 白玉, пиньинь Báiyù, палл. Байюй), также известный под названием Пальюл — уезд Гардзе-Тибетского автономного округа провинции Сычуань (КНР). Правление уезда размещается в посёлке Цзяньшэ.

## История
В 1912 году была создана область Байюй (白玉州). После Синьхайской революции в Китае была проведена унификация административных единиц уровня ниже провинциального, и в 1913 году область была преобразована в уезд.
В 1939 году была создана провинция Сикан и уезд вошёл в её состав.
В апреле 1950 года в составе провинции Сикан был образован Специальный район Кандин (康定专区), и уезд вошёл в его состав; в декабре 1950 года Специальный район Кандин был переименован в Тибетский автономный район провинции Сикан (西康省藏族自治区). В 1955 году провинция Сикан была расформирована, и район был передан в состав провинции Сычуань; так как в провинции Сычуань уже имелся Тибетский автономный район, то бывший Тибетский автономный район провинции Сикан сменил название на Гардзе-Тибетский автономный округ.

## Население
Согласно переписи населения 1999 года, в уезде проживало 41 156 человек.

## Административное деление
Уезд Бэю делится на 2 посёлка и 15 волостей.

## Экономика
В уезде развито животноводство, в том числе разведение лошадей и яков.

## Культура
На равнине Житун регулярно проводится Фестиваль сельской народной культуры, который сопровождается демонстрацией народных костюмов, танцами, скачками, соревнованиями по дойке яков и конкурсами на самого красивого яка.

## Буддийские монастыри
На территории уезда расположено немало известных буддийских монастырей.
- Монастырь Бэю. Один из шести материнских монастырей школы Ньингма.
- Монастырь Катог. Один из шести материнских монастырей школы Ньингма.
- Монастырь Ярчен. Один из шести материнских монастырей школы Ньингма.